# .nl
.nl為荷蘭國家及地區頂級域（ccTLD）的域名。該域名於1986年4月25日啟用。截至2020年9月29日，它是全球常見的國家及地區頂級域，.nl域名的注册數量達到600万。

## 外部連結
- IANA .nl whois information（页面存档备份，存于）
- .nl Registry website
- List of .nl participants